# Ben Old
Benjamin Craig Old (Auckland, 13 agosto 2002) è un calciatore neozelandese, centrocampista del Saint-Étienne e della nazionale neozelandese.

## Carriera

### Club
Old è cresciuto nel settore giovanile del Wellington Phoenix ed ha debuttato in prima squadra il 22 maggio 2021 nell'incontro di A-League Men vinto 3-0 contro il Western United. Il 13 settembre seguente ha firmato il suo primo contratto professionistico.

### Nazionale
Nel 2019 ha partecipato con la Nuova Zelanda Under-17 al campionato mondiale di categoria. Due anni dopo è stato convocato dalla nazionale olimpica per disputare i Giochi olimpici di Tokyo dove non è tuttavia sceso in campo. 
Il 18 marzo 2022 ha debuttato con la nazionale maggiore nell'incontro di qualificazione per il campionato mondiale 2022 vinto 1-0 contro la Papua Nuova Guinea. Il 5 giugno 2024 è stato convocato dalla nazionale maggiore per partecipare all'OFC Nations Cup.

## Statistiche

### Cronologia presenze e reti in nazionale
| Cronologia completa delle presenze e delle reti in nazionale ― Nuova Zelanda | Cronologia completa delle presenze e delle reti in nazionale ― Nuova Zelanda | Cronologia completa delle presenze e delle reti in nazionale ― Nuova Zelanda | Cronologia completa delle presenze e delle reti in nazionale ― Nuova Zelanda | Cronologia completa delle presenze e delle reti in nazionale ― Nuova Zelanda | Cronologia completa delle presenze e delle reti in nazionale ― Nuova Zelanda | Cronologia completa delle presenze e delle reti in nazionale ― Nuova Zelanda | Cronologia completa delle presenze e delle reti in nazionale ― Nuova Zelanda |
| Data                                                                         | Città                                                                        | In casa                                                                      | Risultato                                                                    | Ospiti                                                                       | Competizione                                                                 | Reti                                                                         | Note                                                                         |
| ---------------------------------------------------------------------------- | ---------------------------------------------------------------------------- | ---------------------------------------------------------------------------- | ---------------------------------------------------------------------------- | ---------------------------------------------------------------------------- | ---------------------------------------------------------------------------- | ---------------------------------------------------------------------------- | ---------------------------------------------------------------------------- |
| 18-3-2022                                                                    | Doha                                                                         | Papua Nuova Guinea                                                           | 0 – 1                                                                        | Nuova Zelanda                                                                | Qual. Mondiali 2022                                                          | -                                                                            | 67’                                                                          |
| 25-9-2022                                                                    | Auckland                                                                     | Nuova Zelanda                                                                | 0 – 2                                                                        | Australia                                                                    | Amichevole                                                                   | -                                                                            | 74’                                                                          |
| 22-3-2024                                                                    | Il Cairo                                                                     | Egitto                                                                       | 1 – 0                                                                        | Nuova Zelanda                                                                | Amichevole                                                                   | -                                                                            | 70’                                                                          |
| 26-3-2024                                                                    | Il Cairo                                                                     | Nuova Zelanda                                                                | 0 – 0 (2 – 4 dtr)                                                            | Tunisia                                                                      | Amichevole                                                                   | -                                                                            | 81’                                                                          |
| 18-6-2024                                                                    | Port Vila                                                                    | Nuova Zelanda                                                                | 3 – 0                                                                        | Isole Salomone                                                               | Coppa d'Oceania 2024 - 1º turno                                              | -                                                                            | 63’                                                                          |
| 21-6-2024                                                                    | Port Vila                                                                    | Vanuatu                                                                      | 0 – 4                                                                        | Nuova Zelanda                                                                | Coppa d'Oceania 2024 - 1º turno                                              | 1                                                                            | 83’                                                                          |
| 27-6-2024                                                                    | Port Vila                                                                    | Nuova Zelanda                                                                | 5 – 0                                                                        | Tahiti                                                                       | Coppa d'Oceania 2024 - 1º turno                                              | -                                                                            | 79’                                                                          |
| 30-6-2024                                                                    | Port Vila                                                                    | Nuova Zelanda                                                                | 3 – 0                                                                        | Vanuatu                                                                      | Coppa d'Oceania 2024 - Finale                                                | -                                                                            | 89’                                                                          |
| 7-9-2024                                                                     | Pasadena                                                                     | Messico                                                                      | 3 – 0                                                                        | Nuova Zelanda                                                                | Amichevole                                                                   | -                                                                            | 65’                                                                          |
| 10-9-2024                                                                    | Cincinnati                                                                   | Stati Uniti                                                                  | 1 – 1                                                                        | Nuova Zelanda                                                                | Amichevole                                                                   | -                                                                            | 66’                                                                          |
| 11-10-2024                                                                   | Port Vila                                                                    | Nuova Zelanda                                                                | 3 – 0                                                                        | Tahiti                                                                       | Qual. Mondiali 2026                                                          | -                                                                            | 72’                                                                          |
| 14-10-2024                                                                   | Auckland                                                                     | Nuova Zelanda                                                                | 4 – 0                                                                        | Malaysia                                                                     | Amichevole                                                                   | -                                                                            | 77’                                                                          |
| 7-6-2025                                                                     | Toronto                                                                      | Nuova Zelanda                                                                | 1 – 0                                                                        | Costa d'Avorio                                                               | Amichevole                                                                   | -                                                                            | 29’                                                                          |
| 10-6-2025                                                                    | Toronto                                                                      | Nuova Zelanda                                                                | 1 – 2                                                                        | Ucraina                                                                      | Amichevole                                                                   | -                                                                            | 66’                                                                          |
| Totale                                                                       |                                                                              | Presenze                                                                     | 14                                                                           |                                                                              | Reti                                                                         | 1                                                                            |                                                                              |

## Palmarès

### Nazionale
- Coppa d'Oceania: 1

Figi/Vanuatu 2024